# Teresa Caeiro
Teresa Margarida Figueiredo de Vasconcelos Caeiro (* 14. Februar 1969 in Lissabon; † 14. August 2025) war eine portugiesische Juristin und Politikerin des rechtskonservativen CDS-PP.

## Leben
Caeiro entstammte eine Familie von Militärs. Sie war Tochter des Kommandanten Pedro de Vasconcelos Caeiro (* 1937) und dessen Ehefrau Maria Teresa Leandro de Almeida Figueiredo. Ihr Großvater väterlicherseits war der Admiral Francisco Ferrer Caeiro. Sie studierte Rechtswissenschaften an der Universität Lissabon. Ihre Vorbereitungszeit zur Anwältin verbrachte sie zwischen 1993 und 1995 bei der Kanzlei PLMJ & Associados. Anschließend arbeitete sie drei Jahre freiberuflich als Übersetzerin am Gerichtshof der Europäischen Union. Von 1998 bis 1999 war sie in der Rechtsabteilung der Luftverkehrsgesellschaft Portugália Airlines.
Als Abgeordnete des CDS war sie von 1997 bis 2001 Mitglied der Assembleia de Freguesia der Lissaboner Stadtgemeinde Mercês. Von 1999 bis 2001 war sie Generalsekretärin der Fraktion des CDS-PP in der Assembleia da República. Bei der Parlamentswahl im März 2002 wurde sie in die Assembleia da República gewählt, ließ ihr Mandat jedoch ruhen, um am 14. Mai 2002 das Amt der Regierungspräsidentin im Distrikt Lissabon zu übernehmen.
Am 12. September 2003 holte Ministerpräsident Barroso sie als Staatssekretärin für die portugiesische Sozialversicherung in sein Kabinett. Barrosos Nachfolger Santana Lopes machte sie am 21. Juli 2004 zur Staatssekretärin für Künste und Veranstaltungen. Mit der Niederlage Santana Lopes’ bei der Wahl im Februar 2005 schied sie aus dem Kabinett aus.
Ab 2008 war sie stellvertretende Vorsitzende des CDS-PP. 2009 wurde sie zur Vizepräsidentin der Assembleia da República gewählt.
Sie kommentierte im Fernsehsender SIC Notícias. Aus ihrer Beziehung mit dem Politikwissenschaftler Vasco Rato stammt ein Sohn. Am 25. Juni 2011 heiratete sie den Journalisten Miguel Sousa Tavares.

## Ehrungen
- 2009: Großes Verdienstkreuz der Bundesrepublik Deutschland